# Eddie Levert
Edward Willis Levert (nacido el 16 de junio de 1942) es un cantante estadounidense, conocido principalmente por ser el vocalista principal de The O'Jays.  Es el padre de Gerald Levert (1966–2006) y Sean Levert (1968–2008).

## Biografía
Levert nació en Bessemer, Alabama, pero se crio en Canton, Ohio, adonde se mudó a la edad de seis años. Asistía regularmente a la iglesia y finalmente se unió al coro de la iglesia. A medida que Levert continuaba cantando en su adolescencia, se convirtió en una voz reconocida en el coro de la iglesia, cantó en obras escolares y actuó regularmente en un programa de radio góspel.
Mientras estaba en la escuela secundaria, se unió a sus compañeros de clase Walter Williams, William Powell, Bobby Massey y Bill Isles para formar un grupo llamado The Triumphs. The Triumphs tocaban localmente en Canton, abriendo para diferentes actos y tocando en 'sock hops'. Viajaron a Cincinnati para presentarse en King Records, cuyo presidente, Sid Nathan, les cambió el nombre a The Mascots y los firmó con su sello. La popularidad de The Mascots creció a medida que su música se transmitía en las estaciones de radio de Cleveland.
En 1969, The O'Jays firmaron con Philadelphia International Records, donde comenzaron a lanzar discos bajo el nuevo sello. Más tarde, The O'Jays firmaron con EMI-Manhattan Records y Levert y Williams comenzaron a coescribir y producir sus propias canciones. Su álbum debut con EMI, "Let Me Touch You", alcanzó el número tres en la lista de R&B e incluyó "Lovin' You", que se convirtió en un éxito número uno en R&B en el verano de 1987.
En 1984, los dos hijos de Levert, Gerald y Sean, ambos aún en la escuela secundaria, anunciaron que querían seguir los pasos musicales de su padre. Conocieron a Marc Gordon y grabaron bajo el nombre del grupo LeVert; cuatro de sus siete álbumes alcanzaron el estatus de platino. En 1992, Eddie y su hijo Gerald grabaron "Baby Hold On to Me", que fue un éxito número uno en R&B y alcanzó el número 37 en las listas de pop.
En 2006, al regresar de una gira por Sudáfrica con sus hijos Gerald y Sean, el hijo de Eddie, Gerald, murió debido a interacciones entre sus medicamentos recetados. En 2007, el álbum de Eddie y su hijo Gerald grabado en 2006, "Something to Talk About", fue lanzado, seguido por la publicación del libro "I Got Your Back", coescrito por Eddie y su hijo Gerald. En 2008, el hijo de Eddie, Sean, murió como resultado de la negación de medicamentos recetados necesarios por parte de funcionarios del gobierno en Ohio. Más tarde, en 2008, Eddie y su difunto hijo Gerald recibieron el premio "Best Duo or Group" en los Image Awards. En 2009, The O'Jays recibieron el "Lifetime Achievement Award" de BET y Eddie Levert recibió el "Heroes and Legends Pacesetter Award". El 29 de enero de 2011, The O'Jays recibieron el "Trumpet Lifetime Achievement Award". A lo largo de la carrera de Eddie Levert, The O'Jays han lanzado diez álbumes de oro, con nueve finalmente alcanzando el platino y diez éxitos número uno.
Levert todavía está actuando y de gira con The O'Jays, así como actuando como solista.